# Christian Jensen
Christian Jensen (Archsum, 20 luglio 1883 – Berlino, 18 settembre 1940) è stato un filologo classico e papirologo tedesco.

## Biografia
Christian Cornelius Jensen nacque nel 1883 ad Archsum, sull'isola di Sylt, primo dei tre figli di Christian Jensen (1857-1936), insegnante e storico non professionista, e di sua moglie Laura Lorenzen. I suoi fratelli erano Dietrich Andreas Jensen (1889-1974), che fu medico, e Karl Jensen (1890-?).
Christian Jensen si iscrisse all'università nel 1902, seguendo i corsi di filologia classica dapprima a Marburgo e due anni più tardi a Kiel. Qui il professor Siegfried Sudhaus lo introdusse allo studio dei papiri letterari, a cui Jensen si sarebbe dedicato e di cui sarebbe andato in cerca per tutta la vita. Nel 1906 si laureò con una tesi dal titolo Philodemi peri oikonomias qui dicitur libellus ("Scritti sul Peri oikonomias di Filodemo"). Dopo la laurea, lavorò per un anno come professore di scuola superiore a Kiel e a Wandsbek. Nel 1910 conseguì il dottorato con la tesi De Menandri codice Cairensi ("Il codice cairense di Menandro"), che fu anche pubblicato sulla rivista Rheinisches Museum für Philologie. Grazie a questo lavoro la sua carriera accademica avanzò rapidamente. Nel 1912 fu nominato professore associato a Königsberg, succedendo a Hermann Mutschmann, e l'anno successivo diventò professore ordinario a Jena, succedendo a Friedrich Zucker. Nel 1917 ritornò a Königsberg come professore ordinario, per poi spostarsi nel 1921 a Kiel, nel 1926 a Bonn e nel 1938 a Berlino. Rifiutò chiamate da varie università: nel 1916 dall'Università di Greifswald, nel 1919 dall'Università di Amburgo e nel 1932 dall'Università di Vienna. Morì a Berlino il 18 settembre 1940 all'età di 57 anni.
Jensen fu uno dei papirologi più importanti della sua epoca e si occupò a fondo dell'analisi degli antichi papiri letterari ritrovati. Fu uno dei principali esperti di Filodemo di Gadara, che studiò per la tesi di dottorato ed del quale commentò il quinto libro della Poetica in un'edizione pubblicata nel 1923; condusse anche studi sulle fonti e sull'influenza di Filodemo. Fu socio corrispondente della Società di Scienze di Gottinga e dal 29 aprile 1939 socio ordinario dell'Accademia reale delle Scienze di Prussia.

## Opere
- Philodemi περὶ οἰκονομίας qui dicitur libellus, 1906 (Internet Archive)
- De Menandri codice Cairensi lectiones novae et coniectanea, 1910 (Rheinisches Museum für Philologie, vol. 65)
- (GRC) Hyperides, Orationes sex cum ceterarum fragmentis, post Fridericum Blass papyris denuo collatis edidit Christianus Jensen, Lipsiae, in aedibus B.G. Teubneri, 1917.
- Neoptolemos und Horaz ("Neottolemo e Orazio"), 1919
- Über die Gedichte: Buch 5 / Philodemos ("Sulla Poetica di Filodemo. Libro V"), 1923
- Reliquiae in papyris et membranis servatae / Menander, 1929
- Ein neuer Brief Epikurs ("Una nuova lettera di Epicuro"), 1933